# Apophua micaceamima
Apophua micaceamima là một loài tò vò trong họ Ichneumonidae.